# ريتشارد سي. مريديث
ريتشارد سي. مريديث (بالإنجليزية: Richard C. Meredith) (21 أكتوبر 1937، ألدرسن في الولايات المتحدة - 8 مارس 1979، ميلتون في الولايات المتحدة)؛ روائي أمريكي.